# Stadsbussarna i Örebro

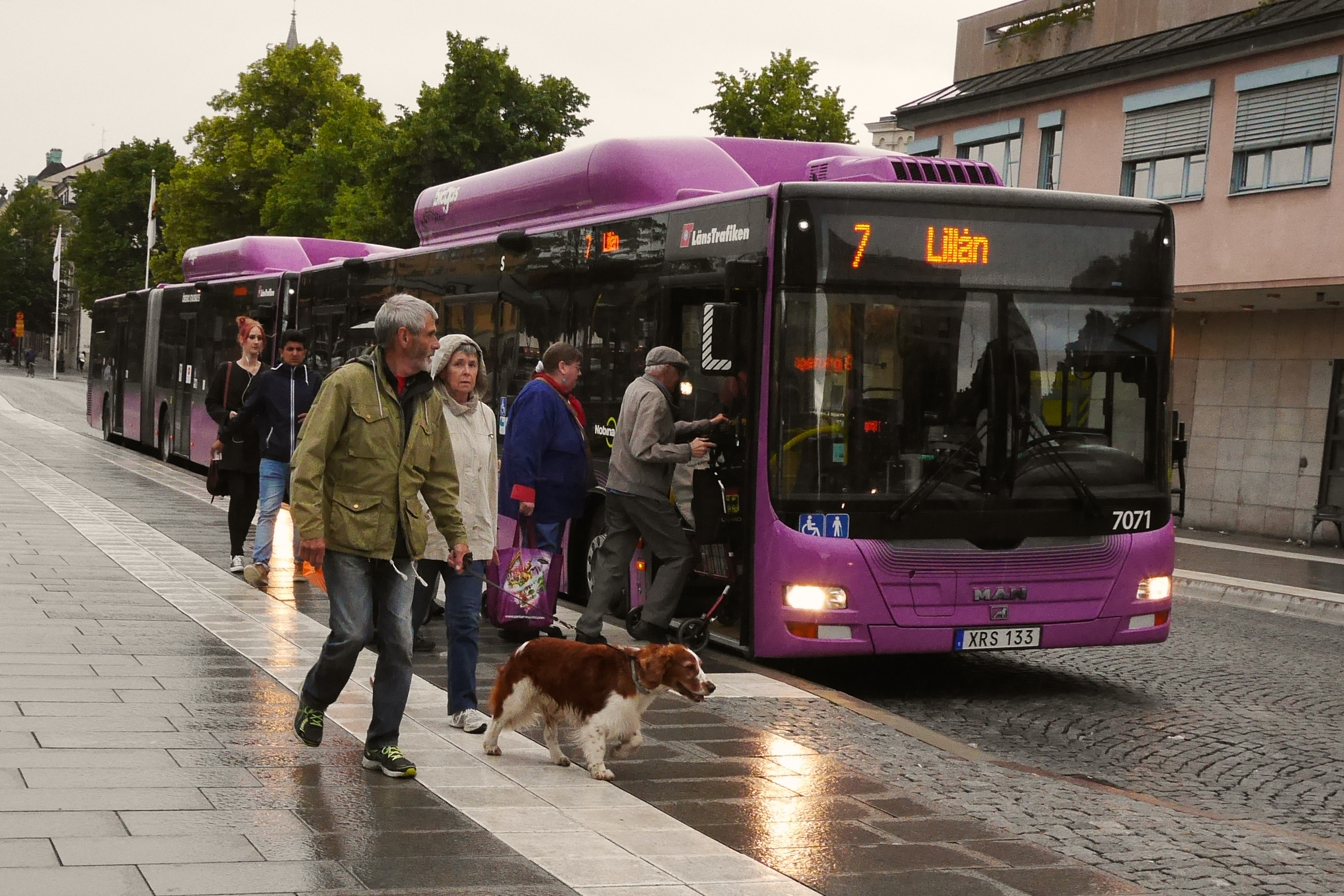
Stadsbuss av märket MAN i Örebro

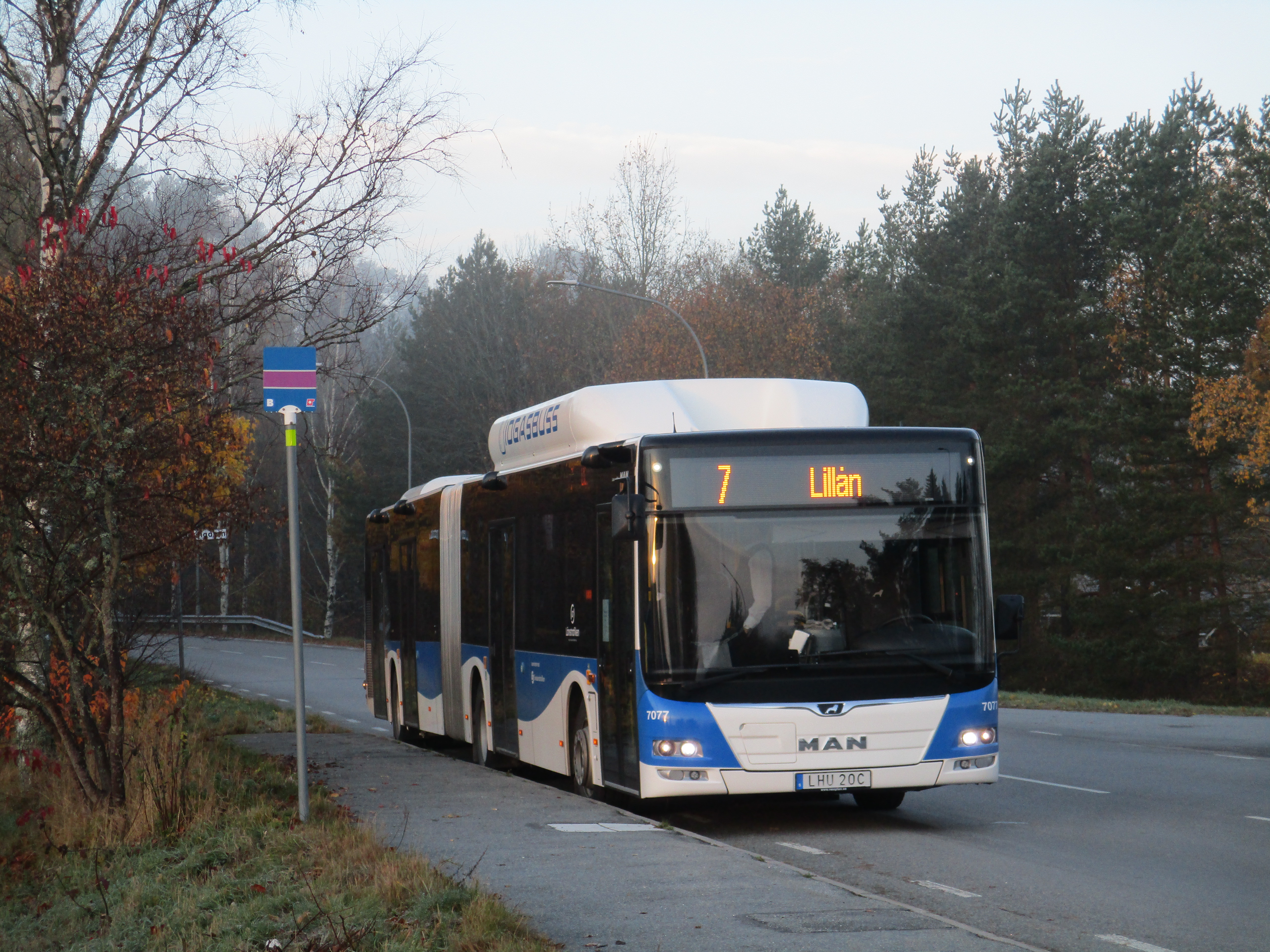
Nyare stadsbuss i Örebro 2021

Stadsbussarna i Örebro sköts av Svealandstrafiken på uppdrag av Länstrafiken Örebro. Linjenätet omfattar 7 stomlinjer. Bussarna trafikerar Örebro stad, inklusive tätorterna Hovsta, Marieberg och Mosås.
I högtrafik trafikeras bussarna med tio eller femton minuters mellanrum och i lågtrafik trafikeras bussarna med femton eller tjugo minuters mellanrum, med undantag för vissa linjer som trafikeras mer ofta eller sällan.
Från och med 1 oktober 2019 körs bussarna av Svealandstrafiken AB, som ägs av Region Örebro län och Region Västmanland, och samtliga stadsbussar byttes ut mot nya blå-vita bussar av märket MAN. Stadsbussarna drivs av lokalt producerad biogas. På samtliga stadsbusslinjer i Örebro stad informerar en röst om nästkommande hållplats och på utvalda hållplatser i centrala Örebro finns digitala informationstavlor som visar när nästa buss beräknas komma, och en pratorlåda som kan läsa upp nästkommande avgångar.

## Historik
AB Bilvangstrafik startade redan hösten 1915 den första busslinjen med sträckningen Södra station - Längbrotorg. Men redan våren 1916 nödgades man upphöra då bensinpriset hade stigit från 23 öre till 1 krona litern. Därefter dröjde det till hösten 1921 då AB Omnibus startade linjen Södra station - Norra Folkskolan. År 1922 tillkom linjerna Skebäck - Väster och Järntorget - Adolfsberg. 1923 linjen Almby - Hjärsta och 1925 Rynninge - Eklunda. Åren 1926 -1931 startades linjer till Örnsro, Holmen, Karlslund, Lasarettet, Brickebacken, Mellringe, Hovsta, Ormesta och Norrmalm (nuvarande Norrby). 
Vagnparken sedan 1928 "förnyades med åren" så det var 20 till antalet, varav 12 i ordinarie linjetrafik. Vad som ovan nämnts var i stort oförändrat fram till krigsutbrottet 1939. Under krigsåren nödgades linjetrafiken vara reducerad till att endast köras med 5 bussar på 7 linjer - varav 2 bussar hade 4 linjer att betjäna. Detta förhållande gällde fram till 1947,då det blev ny trafik och kommunalt bolag: Örebro Stads Trafik AB - verksamt till 1989.
1921 startade busstrafik i Örebro i privat regi. Bussbolaget övertogs av staden 1947. Under 1940-talet och 1980-talet utreddes trafik med trådbuss, men planerna realiserades aldrig.
Busstrafiken i Örebro ingår i Länstrafiken Örebro sedan 1980-talet, och drivs sedan 1990-talet på entreprenad. Under 1990-talet och 2000-talet var Busslink huvudman för busstrafiken i Örebro i form av T-buss, Näckrosbuss och sist Busslink. I början av 2000-talet introducerades Citybussarna, som trafikerade linje 11, 12 och 14. De gick till områden med högt passagerarantal, och trafikerades av ledbussar. Citybussarna var markerade med en speciell logotyp, bestående av fyra ringar i olika storlek och färg.
Sedan den 1 oktober 2009 ansvarar Nobina Sverige för busstrafiken i Örebro. Samtidigt infördes nya biogasbussar, och en ny depå öppnades i Bettorp i norra Örebro.
Den 1 april 2010 infördes det nuvarande linjenätet, baserat på stombussprincipen. Tidigare möttes alla busslinjer på Järntorget, där de även väntade in sin avgångstid. Nu finns i stället ett antal olika bytespunkter, och tidtabellsregleringen sker vid ändhållplatserna, vilket ger snabbare genomgående resor genom staden. Järntorget byggdes om under sommarhalvåret 2010, och det nya linjenätet genomfördes därmed fullt ut från 5 september 2010, då vissa busslinjer åter började trafikera torget.
Den 16 februari 2014 infördes ett nytt linjenät.
Linjenummer och sträckning:  
1  Lundby-Slottet-Mosås 2  Lundby-Slottet-Brickebacken
3  Brickebacken-Slottet-Mellringe 4  Mellringe-Slottet-Adolfsberg
5  Hovsta-Slottet-Adolfsberg 6  Hjärsta-Slottet-Tybble
7  Lillån-Slottet-Björkhaga 8  Bettorp-Slottet-Björkhaga
9  Björkhaga-Slottet-Universitetet 10 Lundby-Våghustorget-Universitetet
20 Expressbuss Resecentrum-Universitetet 21 Berglunda-Slottet-USÖ 
22 Törsjö-Slottet-Wadköping-(Naturens Hus)
28 Rynninge-Slottet. 
Från och med den 30 september 2019 ansvarar Svealandstrafiken för stadsbusstrafiken i Örebro. Samtidigt infördes nya biogasbussar som fortsätter utgå från depån i Bettorp. 
Den 15 december 2024 infördes ett nytt linjenät i Örebro stad samt Citylinjen, som trafikerade linje 1 och 2. I samband med detta så har Svealandstrafiken beställt ett antal elbussar till Örebro, men dessa har blivit kraftigt försenade.

## Betalningssystem
Efter att ha haft stora problem med rån kvällstid beslutades våren 2006 att bussarna skulle bli kostnadsfria efter klockan 18:30 varje kväll. Detta ledde dock till stor skadegörelse och belastning[källa behövs], vilket resulterade i att kvällsturerna numera åter kostar pengar. Sedan 1 oktober 2009 är det helt kontantfritt på bussarna och istället har man tagit fram nya metoder för att kunna betala sin resa, det går bland annat att köpa biljett via mobilappen. Man kan även betala med sitt kredit/betalkort ombord på bussen. Enklast är dock att betala med det kontaktlösa resekortet ombord, och då blir det även billigare än att betala med bankkort. Detta är för att snabba upp tiden för ombordstigning.

## Nuvarande linjenät
Ett nytt linjenät infördes den 15 december 2024. I och med nya linjenätet infördes konceptet "Citylinjen" (linje 1 och 2) vilket är ett BRT-system. På Citylinjen kör till stor del i egna busskörfält och så är det tillåtet att stiga ombord bussen i alla dörrar.
| Linje | Sträcka                                 |
| 1     | Vivalla - Resecentrum - Brickebacken    |
| 2     | Mellringe - Resecentrum - Universitetet |
| 3     | Lundby - Resecentrum - Solhaga          |
| 4     | Rynningeåsen - Resecentrum - Marieberg  |
| 5     | Hovsta - Resecentrum - Tybble           |
| 6     | Björkhaga - Resecentrum - Universitetet |
| 7     | Lillån - Resecentrum - Mosås            |

## Historiskt linjenät
| Linje                                  | Sträcka                                                                    |
| 7                                      | Wadköping/Naturens Hus - Centrum- Björkhaga/Längbro kyrka                  |
| 7E                                     | Oxhagen - Centrum                                                          |
| 11                                     | Hovsta - Lillån - (Bettorp) - Centrum - Ladugårdsängen - Adolfsberg        |
| 11E                                    | Centrum - Adolfsberg                                                       |
| 12                                     | Mellringe - Resecentrum - Centrum - Brickebacken                           |
| 14                                     | Universitetet - Almby - Universitetssjukhuset - Centrum - Vivalla - Lundby |
| 16                                     | Lillån - Ringstorp - Centrum - Solhaga/Karlslunds herrgård                 |
| 16E                                    | Brickebacken - Adolfsberg - Risbergska skolan                              |
| 16E                                    | Lundby - Varberga - Markbacken - Risbergska skolan                         |
| 16E                                    | Centrum - Risbergska skolan                                                |
| 17                                     | Hjärsta - Resecentrum - Centrum - Sörby - Sörbyängen                       |
| 21                                     | Lillån - Bettorp - Centrum - Ladugårdsängen - Ladugårdsskogen              |
| 25                                     | Centrum - Hjärsta - Vivalla                                                |
| 31                                     | Rynninge - Centrum - Adolfsberg - Marieberg - Mosås                        |
| 31E                                    | Centrum - Mariebergs köpcentrum / IKEA (via E20)                           |
| 33                                     | Centrum - Örnsro - Bista - Pilängen                                        |
| 91                                     | Universitetssjukhuset - Resecentrum - Centrum - Rosta                      |
| Notering: E = Extralinje vid högtrafik |                                                                            |

| Linje | Sträcka                                          |
| 1     | Lundby - Resecentrum - Universitetet             |
| 2     | Lundby - Våghustorget - Brickebacken             |
| 3     | Mellringe - Resecentrum - Brickebacken           |
| 4     | Mellringe - Våghustorget - Universitetet         |
| 5     | Hovsta - Resecentrum - Björkhaga                 |
| 6     | Universitetssjukhuset - Våghustorget - Björkhaga |
| 7     | Universitetssjukhuset - Resecentrum - Karlslund  |
| 8     | Hovsta - Våghustorget - Karlslund                |

| Linje | Sträcka                                                     |
| 21    | Rynninge - Resecentrum - Berglunda                          |
| 22    | Universitetssjukhuset - Resecentrum - Mariebergs köpcentrum |
| 23    | Universitetssjukhuset - Resecentrum - Mosås                 |
| 24    | Lillån - Universitetssjukhuset - Adolfsberg                 |
| 25    | Wadköping - Universitetssjukhuset - Adolfsberg              |
| 26    | Hjärsta - Resecentrum - Tybble                              |

| Linje                                                                       | Sträcka                                                                     |                                                                             |                                                                             |                                                                             |                                                                               |                                                                               |                                                                               |                                                                               |                                                                                |                                                                                |                                                                                |                                                                                |                                                                                |                                                                                |                                                                                |                                                                                |
| 1                                                                           | Lundby - Resecentrum - Mosås                                                |                                                                             |                                                                             |                                                                             |                                                                               |                                                                               |                                                                               |                                                                               |                                                                                |                                                                                |                                                                                |                                                                                |                                                                                |                                                                                |                                                                                |                                                                                |
| 2                                                                           | Lundby - Resecentrum - Brickebacken                                         |                                                                             |                                                                             |                                                                             |                                                                               |                                                                               |                                                                               |                                                                               |                                                                                |                                                                                |                                                                                |                                                                                |                                                                                |                                                                                |                                                                                |                                                                                |
| 3                                                                           | Nyponlunden - Resecentrum - Brickebacken                                    |                                                                             |                                                                             |                                                                             |                                                                               |                                                                               |                                                                               |                                                                               |                                                                                |                                                                                |                                                                                |                                                                                |                                                                                |                                                                                |                                                                                |                                                                                |
| 4                                                                           | Mellringe - Resecentrum - Adolfsberg                                        |                                                                             |                                                                             |                                                                             |                                                                               |                                                                               |                                                                               |                                                                               |                                                                                |                                                                                |                                                                                |                                                                                |                                                                                |                                                                                |                                                                                |                                                                                |
| 5                                                                           | Hovsta - Resecentrum - Adolfsberg                                           |                                                                             |                                                                             |                                                                             |                                                                               |                                                                               |                                                                               |                                                                               |                                                                                |                                                                                |                                                                                |                                                                                |                                                                                |                                                                                |                                                                                |                                                                                |
| 6                                                                           | Hjärsta - Resecentrum - Tybble                                              |                                                                             |                                                                             |                                                                             |                                                                               |                                                                               |                                                                               |                                                                               |                                                                                |                                                                                |                                                                                |                                                                                |                                                                                |                                                                                |                                                                                |                                                                                |
| 7                                                                           | Lillån - Resecentrum - Björkhaga                                            |                                                                             |                                                                             |                                                                             |                                                                               |                                                                               |                                                                               |                                                                               |                                                                                |                                                                                |                                                                                |                                                                                |                                                                                |                                                                                |                                                                                |                                                                                |
| 8                                                                           | Bettorp - Resecentrum - Björkhaga                                           |                                                                             |                                                                             |                                                                             |                                                                               |                                                                               |                                                                               |                                                                               |                                                                                |                                                                                |                                                                                |                                                                                |                                                                                |                                                                                |                                                                                |                                                                                |
| 9                                                                           | Björkhaga - Resecentrum - Universitetet                                     |                                                                             |                                                                             |                                                                             |                                                                               |                                                                               |                                                                               |                                                                               |                                                                                |                                                                                |                                                                                |                                                                                |                                                                                |                                                                                |                                                                                |                                                                                |
| 10                                                                          | Lundby - Våghustorget - Universitetet                                       |                                                                             |                                                                             |                                                                             |                                                                               |                                                                               |                                                                               |                                                                               |                                                                                |                                                                                |                                                                                |                                                                                |                                                                                |                                                                                |                                                                                |                                                                                |
| 20**                                                                        | Resecentrum - Universitetet                                                 |                                                                             |                                                                             |                                                                             |                                                                               |                                                                               |                                                                               |                                                                               |                                                                                |                                                                                |                                                                                |                                                                                |                                                                                |                                                                                |                                                                                |                                                                                |
| 21****                                                                      | USÖ - Slottet - Berglunda                                                   |                                                                             |                                                                             |                                                                             |                                                                               |                                                                               |                                                                               |                                                                               |                                                                                |                                                                                |                                                                                |                                                                                |                                                                                |                                                                                |                                                                                |                                                                                |
| 22                                                                          | (Naturens Hus) - Wadköping - Resecentrum - Törsjö                           |                                                                             |                                                                             |                                                                             |                                                                               |                                                                               |                                                                               |                                                                               |                                                                                |                                                                                |                                                                                |                                                                                |                                                                                |                                                                                |                                                                                |                                                                                |
| 28***                                                                       | Slottet - USÖ - Rynninge                                                    |                                                                             |                                                                             |                                                                             |                                                                               |                                                                               |                                                                               |                                                                               |                                                                                |                                                                                |                                                                                |                                                                                |                                                                                |                                                                                |                                                                                |                                                                                |
| 68*                                                                         | USÖ - Slottet - Tybble                                                      |                                                                             |                                                                             |                                                                             |                                                                               |                                                                               |                                                                               |                                                                               |                                                                                |                                                                                |                                                                                |                                                                                |                                                                                |                                                                                |                                                                                |                                                                                |
| 78                                                                          | Vivalla - Resecentrum - Risbergska skolan                                   |                                                                             |                                                                             |                                                                             |                                                                               |                                                                               |                                                                               |                                                                               |                                                                                |                                                                                |                                                                                |                                                                                |                                                                                |                                                                                |                                                                                |                                                                                |
| Notering: * = Linje 68 var en tillfällig linje från 2019-12-15 - 2020-12-13 | Notering: * = Linje 68 var en tillfällig linje från 2019-12-15 - 2020-12-13 | Notering: * = Linje 68 var en tillfällig linje från 2019-12-15 - 2020-12-13 | Notering: * = Linje 68 var en tillfällig linje från 2019-12-15 - 2020-12-13 | Notering: * = Linje 68 var en tillfällig linje från 2019-12-15 - 2020-12-13 | Notering: ** = Linje 20 var en expressbuss linje från 2014-02-16 - 2018-12-15 | Notering: ** = Linje 20 var en expressbuss linje från 2014-02-16 - 2018-12-15 | Notering: ** = Linje 20 var en expressbuss linje från 2014-02-16 - 2018-12-15 | Notering: ** = Linje 20 var en expressbuss linje från 2014-02-16 - 2018-12-15 | Notering: *** = Linje 28 var en anropsstyrd linje från 2014-02-16 - 2016-12-10 | Notering: *** = Linje 28 var en anropsstyrd linje från 2014-02-16 - 2016-12-10 | Notering: *** = Linje 28 var en anropsstyrd linje från 2014-02-16 - 2016-12-10 | Notering: *** = Linje 28 var en anropsstyrd linje från 2014-02-16 - 2016-12-10 | Notering: **** = Linje 21 var en tillfällig linje från 2014-02-16 - 2015-12-13 | Notering: **** = Linje 21 var en tillfällig linje från 2014-02-16 - 2015-12-13 | Notering: **** = Linje 21 var en tillfällig linje från 2014-02-16 - 2015-12-13 | Notering: **** = Linje 21 var en tillfällig linje från 2014-02-16 - 2015-12-13 |